# Energía solar espacial

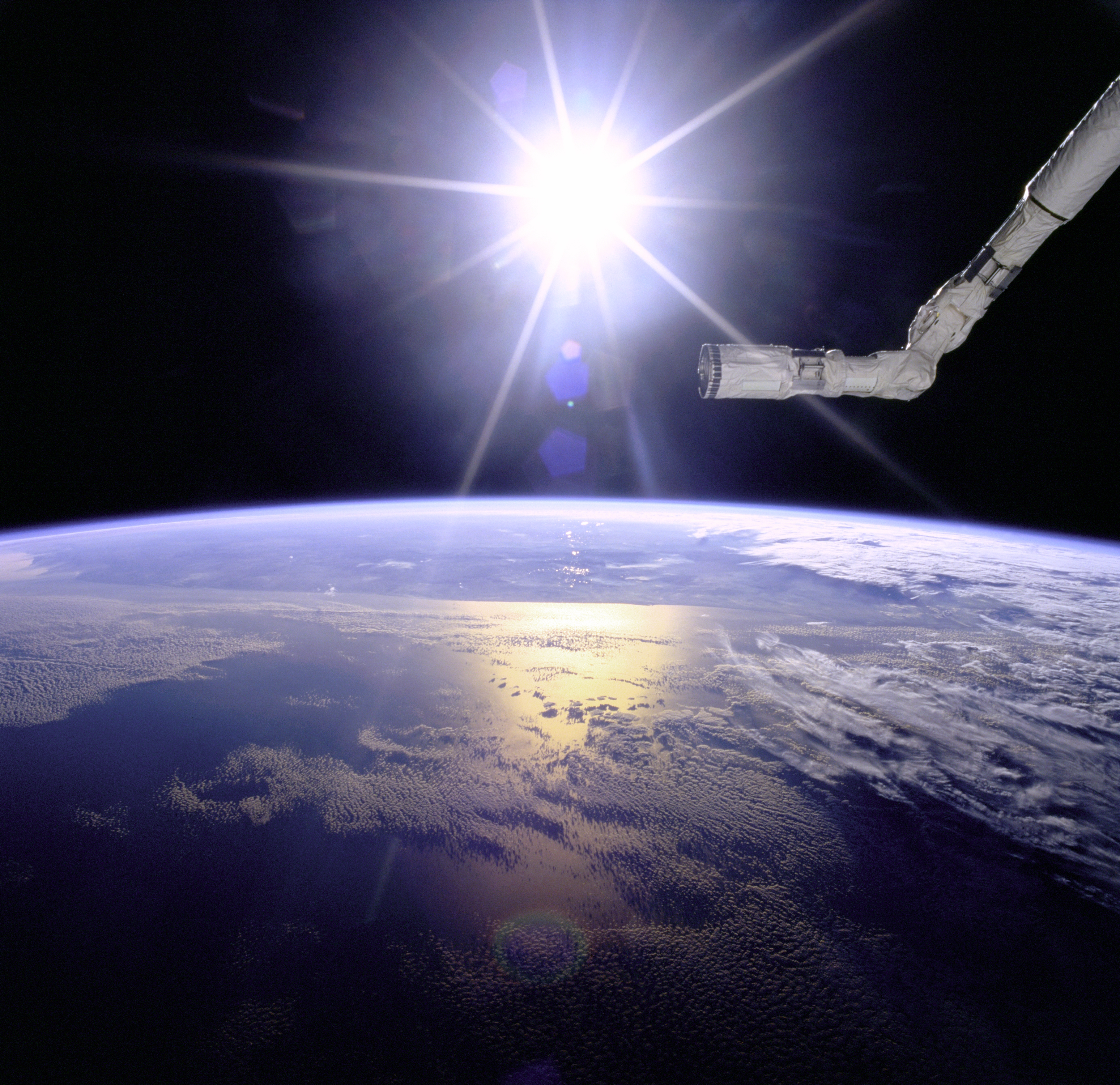
El Sol iluminando la Tierra

La energía solar espacial (en inglés, Space-based Solar Power, SSP), término estrechamente relacionado con satélite de energía solar (en inglés, Solar Power Satellite, SPS), es la conversión de energía solar adquirida en el espacio en cualquier otro tipo de energía (principalmente electricidad), la cual se puede usar en el propio espacio o bien se puede transmitir a la Tierra. Desde mediados del siglo XX se vienen usando paneles fotovoltaicos en el espacio a bordo de satélites espaciales para producir la electricidad necesaria para su funcionamiento a partir de la luz solar. La novedad del concepto de SSP reside en la idea de adquirir energía a gran escala en el espacio y transmitirla a la Tierra de forma inalámbrica para su consumo sobre la superficie del planeta.
La energía solar es una fuente de energía renovable e inagotable y por ello tiene el potencial de resolver los problemas socioeconómicos y ambientales asociados con la dependencia de los recursos fósiles y de la energía nuclear. La energía solar espacial presenta pros y contras respecto a otras fuentes energéticas, en especial respecto a su variante terrestre. El aprovechamiento de los paneles en el espacio es mucho mayor que el de los paneles terrestres, al no verse afectados por la atenuación de la radiación solar en la atmósfera terrestre ni por las fases nocturnas, si bien la energía debe transmitirse a largas distancias con las correspondientes pérdidas energéticas. Por otro lado, la energía solar espacial tendría la ventaja de estar ubicada fuera del sistema ecológico terrestre, no generando prácticamente ningún desecho una vez en funcionamiento.
Los mayores frenos al desarrollo de los sistemas de SSP son el alto coste de la puesta en órbita de los paneles y ciertos obstáculos técnicos, especialmente la baja eficiencia de las células fotovoltaicas cuando trabajan a alta temperatura y la difícil transmisión de la energía a la superficie de la Tierra. Desde que a finales del siglo XIX se sentaron las bases teóricas de la tecnología fotovoltaica, el desarrollo de todas las tecnologías involucradas ha sido notorio. En la primera década del siglo XXI, equipos de investigadores europeos, estadounidenses y japoneses siguen trabajando para hacer esta tecnología posible algún día.
Para la SSP se han propuesto varias aplicaciones posibles así como diversas opciones tecnológicas, como por ejemplo el tipo de satélite o la frecuencia de emisión de la energía a la Tierra. Igualmente, incógnitas como los posibles efectos medioambientales de la transmisión de energía a la Tierra, la esperanza de vida de los paneles en el espacio, el tiempo de retorno energético o el papel que podría jugar la Luna siguen sin una respuesta clara.

## Evolución histórica

### Nacimiento de la energía solar fotovoltaica
Los estudios realizados en el siglo XIX por Michael Faraday, James Clerk Maxwell, Nikola Tesla y Heinrich Hertz sobre inducción electromagnética, fuerzas eléctricas y ondas electromagnéticas, y sobre todo los de Albert Einstein en 1905, proporcionaron la base teórica al efecto fotoeléctrico, que es el fundamento de la conversión de energía solar a electricidad.
Este efecto había sido reconocido empíricamente por primera vez en 1839 por el físico francés Alexandre-Edmond Becquerel, pero no sería hasta 1883 cuando Charles Fritts construyera la primera célula solar, recubriendo una muestra de selenio semiconductor con un pan de oro para formar el empalme. Este primitivo dispositivo presentaba una eficiencia de solo un 1 %.
La era moderna de la tecnología fotovoltaica no llegó hasta el año 1954 cuando los Laboratorios Bell descubrieron, de manera accidental, que los semiconductores de silicio dopado con ciertas impurezas eran muy sensibles a la luz. La producción industrial a gran escala de paneles fotovoltaicos comenzó en la década de los 80.

### Primera mitad del siglo XX: La aventura espacialen teoría
En 1903 Konstantin Tsiolkovsky publica «La exploración del espacio cósmico mediante dispositivos de reacción» (del ruso: Исследование мировых пространств реактивными приборами), lo que podría considerarse como el primer tratado académico sobre cohetes. Tsiolkovsky llegó a la conclusión de que para alcanzar la velocidad de escape de la Tierra sería necesario un cohete multifase (con varios módulos de propulsión) con combustible de oxígeno e hidrógeno líquido. Se le considera el creador de los vuelos espaciales tripulados y el primero en concebir el ascensor espacial. Publicó 500 trabajos sobre viajes espaciales y temas relacionados. Entre esos trabajos se encuentran diseños de cohetes con rotores directores, estaciones espaciales y cabinas despresurizadas.
En 1928 Herman Potočnik publicó su único trabajo «El problema del viaje espacial – El motor cohete» (del inglés The Problem of Space Travel - The Rocket Motor), en el que describió una hoja de ruta para lograr un gran avance en la carrera espacial. Concibió una estación espacial al detalle y calculó su órbita geoestacionaria. En 1945 Arthur C. Clarke publicó el artículo «Mundo inalámbrico» (del inglés Wireless World) en el que concibió la posibilidad del uso de satélites de comunicaciones a gran escala, destacando su potencial en materia de comunicaciones. También sugirió que tres satélites bastarían para cubrir todo el globo terrestre.

### Uso de la energía solar en el espacio
La primera aplicación importante de células solares en el espacio fue la fuente auxiliar energética del satélite estadounidense Vanguard I, lanzado al espacio en 1958 (hoy en día el satélite más antiguo aún en órbita), que le permitió seguir transmitiendo durante siete años mientras que las baterías químicas se agotaron en solo 20 días. Desde final de los años 60 la energía solar se ha consolidado como fuente para el suministro energético propio de los satélites.

### La carrera espacial

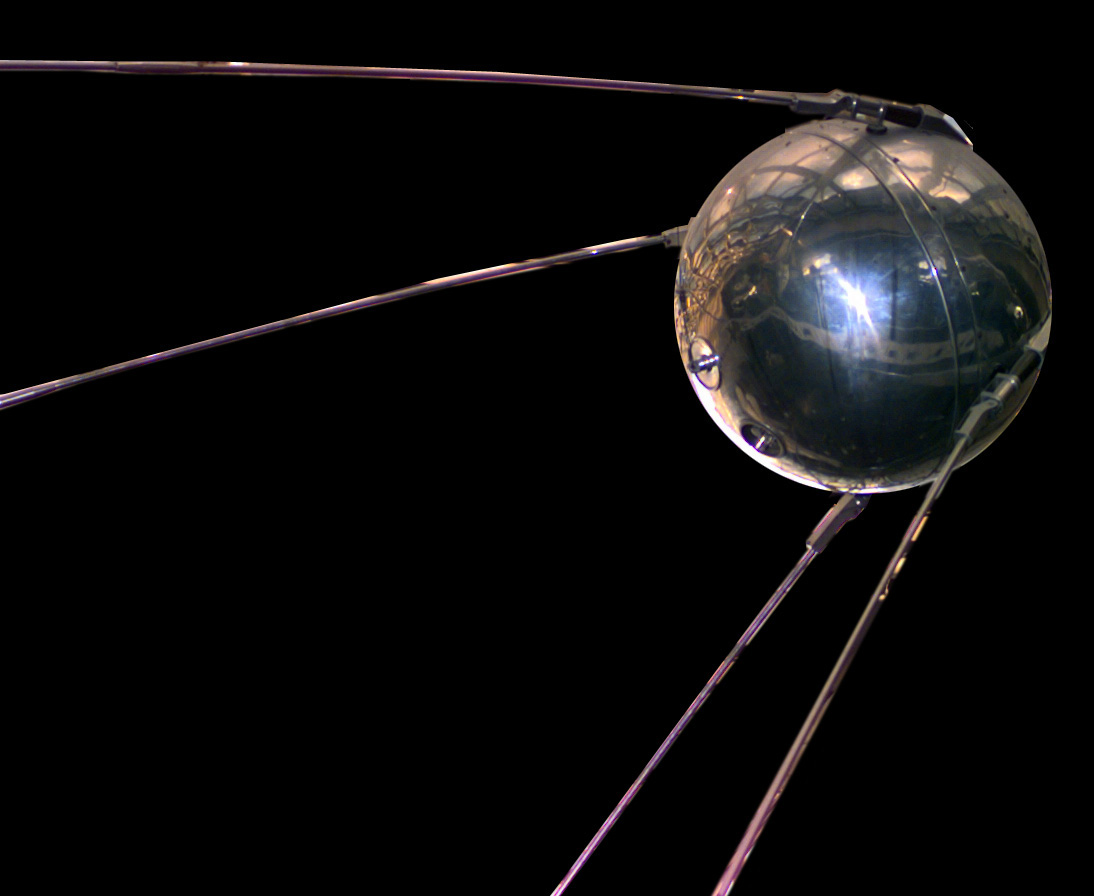
Maqueta del Sputnik 1

La carrera espacial tuvo lugar durante la guerra fría entre la Unión Soviética y los Estados Unidos de América, y se inició con el lanzamiento del Sputnik 1 por parte de los soviéticos en 1957. La década de los años 60 y parte de los 70 se vio marcada por los continuos hitos en la aventura espacial, que supusieron no solo un potencial para la industria armamentística, sino también un arma propagandística. El lanzamiento del Sputnik 1 tuvo su continuidad con el lanzamiento de seres vivos. La perra Laika, a bordo de la nave soviética Sputnik 2 en 1957, fue el primer animal célebre en órbita. Pero no sería hasta 1960 cuando los soviéticos consiguieran por primera vez regresar a los animales con éxito de vuelta a la Tierra. Poco más tarde en 1961 Yuri Gagarin se convertiría en el primer cosmonauta lanzado en órbita. Pero el logro más importante en la historia de la aventura espacial lo consiguieron los estadounidenses con el alunizaje de la nave Apolo 11 capitaneada por Neil Armstrong en 1969, que se convirtió así en el primer humano en pisar suelo extraterrestre.

### Nacimiento del concepto de Energía solar espacial
En 1968 el estadounidense Peter Glaser introdujo el concepto de un gran sistema de satélites receptores de energía solar en la órbita geosíncrona (situada a 36 000 km del ecuador) para la adquisición y conversión de energía proveniente del Sol y su transmisión posterior a grandes antenas receptoras situadas en la Tierra para satisfacer el consumo energético. Así nació el concepto de energía solar espacial.
En la década de 1970, tras la primera crisis del petróleo, el Departamento de Energía de los Estados Unidos y la NASA (agencia espacial de este mismo país) iniciaron el estudio del concepto de energía solar en el espacio. En 1979 propusieron una flota de satélites en órbita geoestacionaria, cada uno de los cuales mediría 5 x 10 km y produciría entre 5 y 10 GW. La construcción implicaba la creación de una gran factoría espacial donde trabajarían continuamente cientos de astronautas. Este gigantismo era típico de una época en la que se proyectaba la creación de grandes ciudades espaciales. Aparte de las dificultades técnicas, la propuesta fue desechada en 1981 por implicar un coste disparatado. A mediados de los 80, con el petróleo de nuevo en precios bajos, el programa completo de energía solar espacial fue cancelado.
A finales de la década de 1980 comenzaron en Japón las actividades de investigación sobre energía solar espacial. Destacó en particular el programa «SPS 2000».
Entre 1995 y 1997 la NASA lanzó un nuevo estudio sobre la energía solar espacial y la tecnología necesaria para su implementación, encontrando que muchas de las tecnologías implicadas habían experimentado grandes avances desde la década anterior. Se propusieron nuevos conceptos de satélites de capacidad más reducida como la «Torre Solar» (100 a 400 MW) o de diseño modular como el «Disco Solar». En 1998 realizó otro estudio para definir el concepto de energía solar espacial identificando tanto los conceptos económicamente viables como los posibles riesgos.
En 1999 la NASA lanzó su «Programa exploratorio de investigación y tecnología sobre energía solar espacial» (del inglés Space Solar Power Exploratory Research and Technology program, SERT) con los objetivos de crear diseños para determinados conceptos de ensayo en vuelo, evaluar la viabilidad técnica, el diseño y los requisitos necesarios, crear diseños conceptuales de subsistemas que harían uso de esta tecnología para la mejora de futuras aplicaciones terrestres y espaciales, crear un plan preliminar de acción para los EE. UU. (y socios internacionales) para acometer una iniciativa tecnológica ambiciosa y crear hojas de ruta para el desarrollo tecnológico así como experimentos sobre componentes críticos de la energía solar espacial.
Algunas de las conclusiones del SERT fueron que la demanda global de energía continuaría creciendo durante décadas dando lugar a la construcción de numerosas centrales eléctricas. El impacto medioambiental de esas futuras centrales, así como su impacto en el abastecimiento mundial de energía y las relaciones geopolíticas, puede ser problemático mientras que las energías renovables son una alternativa convincente desde el punto de vista ético y tecnológico. Sin embargo, muchas fuentes de energía renovables se ven limitadas en su potencial porque precisan de recursos como el viento, la lluvia o el terreno. El estudio de viabilidad del concepto de energía solar espacial concluyó que se trata de una opción a considerar porque posee ventajas medioambientales en comparación con otras soluciones alternativas y las inversiones necesarias no representan el coste incalculable que podría haberse imaginado a priori. Según el estudio, la viabilidad económica de los sistemas de energía solar espacial dependerá del desarrollo de nuevas tecnologías, especialmente de la posibilidad de acceder al espacio a un coste reducido.

### Actividades en la primera década delsigloXXI

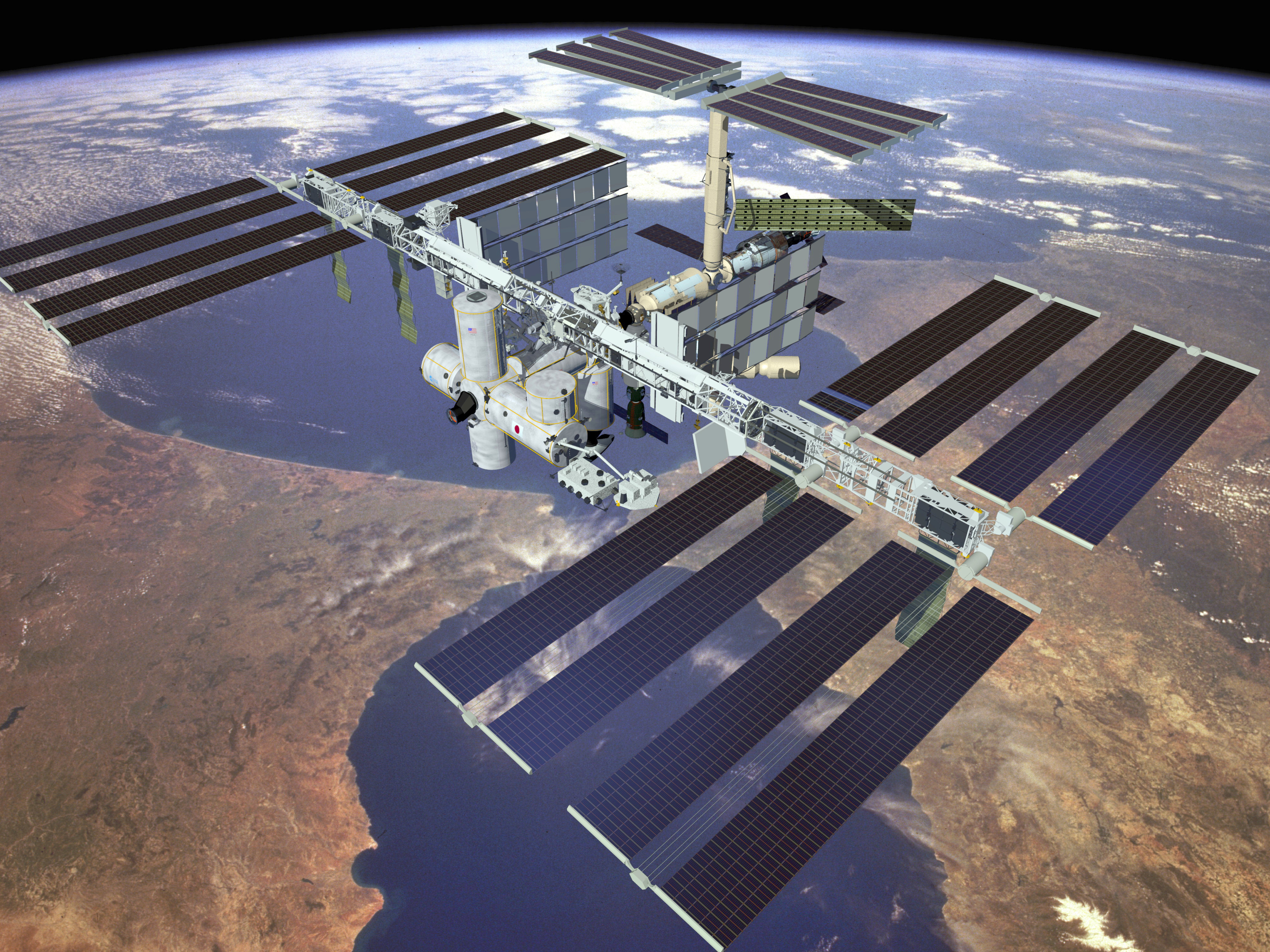
Paneles solares de la Estación Espacial Internacional. Concebidos décadas antes de su puesta en órbita, tienen un rendimiento del 14 % mientras que en la primera década del siglo XXI existen paneles con un 30 % de rendimiento.

Los avances tecnológicos recientes han contribuido a hacer más factible la energía solar espacial. Por ejemplo, la eficiencia de las células fotovoltaicas ha aumentado significativamente y se han producido avances en la transmisión de microondas. Sin embargo algunas de las tecnologías necesarias no están aún maduras y aún estamos lejos del equilibrio económico entre el beneficio y los costes.
La Estación Espacial Internacional (EEI, del inglés International Space Station), podría ser el primer campo de pruebas para este concepto, a pesar de encontrarse situada en una órbita baja terrestre.[cita requerida]

#### Estados Unidos
Los EE. UU. han sido los pioneros en energía solar espacial y han gastado unos 80 millones de dólares en su estudio. A finales de la primera década del siglo XXI no existe ningún programa público dedicado a este tema, quizás porque la SSP se encuentra en la frontera entre el campo del espacio (responsabilidad de la NASA) y el de la energía (responsabilidad del Departamento de Energía).
En octubre de 2007 la «Oficina Nacional de Seguridad Espacial» (National Security Space Office), una agencia del Departamento de Defensa, publicó un nuevo estudio general sobre la SSP, prestando atención a aspectos no considerados anteriormente como por ejemplo las posibles aplicaciones militares de la tecnología. Las fuerzas armadas estadounidenses pagan su electricidad en zona de guerra a un precio muy alto (1 dólar/kWh en 2007), mucho mayor que el coste normal de la electricidad en EE. UU. Por ello podrían representar un primer mercado para la SSP.

#### Europa
La Agencia Espacial Europea (ESA) también ha estado estudiando el concepto de SSP en los últimos años, en parte en colaboración con Japón. La fase inicial, el estudio de viabilidad de diferentes soluciones, concluyó en 2004. La segunda fase comenzó en 2006 y comprende la identificación de áreas tecnológicas que requieren avances para que el concepto de SSP sea posible, así como su prioritización.

#### Japón
La JAXA, agencia espacial japonesa, se ha fijado el objetivo de poner en órbita un satélite SSP de 1 GW antes de 2030. Los científicos japoneses están investigando principalmente la transmisión inalámbrica de energía, tanto por microondas como por láser.

## Energía solar terrestre vs. Energía solar extraterrestre

A la izquierda, al atravesar la atmósfera los rayos solares pierden energía debido a la absorción (motivada por la dispersión) y la reflexión. A la derecha, los sistemas de energía solar espacial capturan energía solar fuera de la atmósfera, aprovechando 100 % de ésta para luego transmitirla a la Tierra.

### Energía solar terrestre

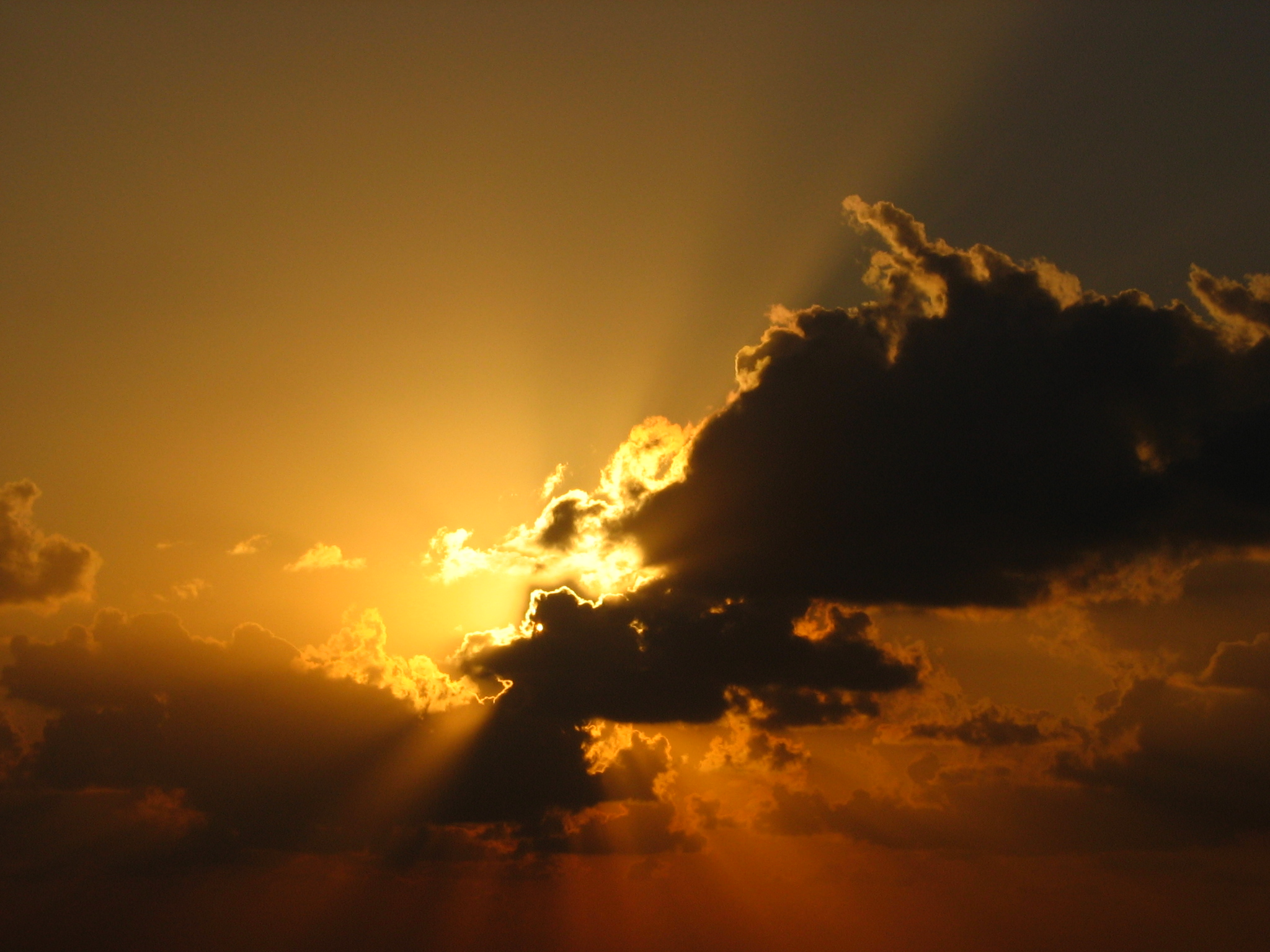
Las formaciones nubosas afectan la eficiencia de los paneles terrestres.

La energía solar (insolación total global) que llega a la superficie de la tierra consiste en luz directa y difusa. Cuando la radiación solar alcanza la atmósfera, el 6 % es reflectado y el 16 % absorbido. Las diversas condiciones atmosféricas (nubes, polución, polvo, etc.) reducen la radiación solar en un 20 % adicional debido a la reflexión y un 3 % adicional por absorción. Estas condiciones atmosféricas no solo reducen la cantidad de energía que llega a la Tierra sino que también hacen difusa aproximadamente el 20 % de la luz y filtran porciones de su espectro electromagnético. Tras cruzar la atmósfera, aproximadamente la mitad de la radiación solar se encuentra en el espectro electromagnético visible mientras que la otra mitad se encuentra en el espectro infrarrojo (una pequeña porción es radiación ultravioleta). Debido a los efectos atmosféricos mencionados solo entre un 10 % y un 13 % del total de la energía que llega a la Tierra se puede aprovechar. En datos absolutos esto supone aproximadamente 0.1-0.2 kW/m².

### Ventajas y desventajas de la energía solar terrestre frente a otras fuentes energéticas terrestres
La energía solar presenta una serie de ventajas y desventajas frente a otras fuentes energéticas que se explotan en la Tierra.  Las ventajas principales son que no emite gases contaminantes a la atmósfera (salvo durante su fabricación, transporte e instalación); es una fuente energética inagotable a diferencia de los combustibles fósiles; puede adquirirse en casi cualquier parte del planeta sin necesidad de conexiones a otras redes energéticas, permitiendo así la creación de islas energéticas y realiza una contribución despreciable a la contaminación acústica a diferencia, por ejemplo, de los aerogeneradores. Por otro lado, las principales desventajas de esta tecnología con respecto a otras son que el coste de inversión inicial es elevado; solo es posible adquirir energía durante las horas de luz y su rendimiento se ve reducido por las condiciones meteorológicas o por la polución existente.

### Ventajas y desventajas de la energía solar terrestre frente a la energía solar extraterrestre
La energía solar extraterrestre es aquella que se adquiere fuera de la atmósfera de la Tierra. Gracias a la ausencia de gases atmosféricos o formaciones de nubes, en el espacio cercano a la tierra la radiación solar es un 35 % superior a la que alcanza la superficie terrestre. Además, seleccionando la órbita adecuada se puede conseguir luz solar aproximadamente el 96 % del tiempo. Por ello un panel fotovoltaico en una órbita terrestre geoestacionaria (a una altitud de 36 000 km) recibiría una media de ocho veces más luz que en la superficie de la Tierra, e incluso mayor a medida que el lugar de adquisición se aproxime al Sol (si bien los problemas de mantenimiento son también mayores por el incremento de la radiación solar). Una ventaja adicional es el hecho de que en el espacio no existen problemas de peso o de corrosión atmosférica.
Por otro lado, la gran desventaja a día de hoy (2008) es su elevado coste, tal y como se detalla más abajo. Otra desventaja es el hecho de que la transmisión de la energía para consumo en la superficie de la Tierra originaría unas pérdidas energéticas de al menos 40-50 %, con lo cual la cantidad de energía solar recuperada efectivamente sería solo entre 3 y 4 veces superior a la adquirida en la Tierra.

## Tecnologías involucradas
Los sistemas para la adquisición de energía solar espacial han de estar situados a una distancia de la Tierra superior a la órbita baja terrestre ya que las órbitas más cercanas son impracticables debido a la fuerza de atracción de la Tierra. La tecnología fotovoltaica podría emplearse para la conversión energética y las microondas o el láser para la transmisión inalámbrica desde el espacio. En la primera década del siglo XXI también se investiga sistemas termodinámicos de energía solar.  Los sistemas de conversión y transmisión de la energía solar podrían colocarse en satélites en órbitas geosíncronas y heliosíncronas (órbitas siempre encarando al Sol), sondas espaciales, la Luna u otros planetas.

### Desarrollo de la tecnología fotovoltaica
Una célula fotoeléctrica es un dispositivo electrónico que permite transformar la energía lumínica (fotones) en energía eléctrica (electrones) mediante el efecto fotoeléctrico. Las células fotoeléctricas se agrupan en paneles fotovoltaicos que incluyen además circuitos para evacuar la electricidad producida. Habitualmente se asume que en la SSP la conversión de la energía solar en electricidad se realizaría mediante paneles fotovoltaicos. 
El esfuerzo de investigación que se viene llevando a cabo en esta disciplina ha resultado en un aumento continuo de la eficiencia a la vez que se reducían significativamente los costes. 
Hoy en día la tecnología más extendida es la que se conoce como de primera generación, que es una gran superficie de cristal simple con unión diodo p-n, capaz de generar energía eléctrica a partir de fuentes de luz con longitudes de onda similares a las que llegan a la superficie de la Tierra provenientes del Sol.
La segunda generación la constituyen las llamadas células de película delgada. Están basadas en el uso de finos depósitos epitaxiales de semiconductores sobre obleas en forma de malla diagonal. Hay dos tipos de células fotovoltaicas, espaciales y terrestres. Las espaciales cuentan normalmente con una mayor eficiencia AM0 (Air Mass Zero) (28-30 %), pero también mayores costes por vatio. Las terrestres, por otro lado, se fabrican con menores costes, pero también son menos eficientes (7-9 % de eficiencia AM0). En el año 2008 había diferentes materiales con esta tecnología en producción o bajo investigación, ej. silicio amorfo (a-Si), diseleniuro de cobre e indio (CuInSe2), telururo de cadmio (CdTe), silicio policristalino y silicio microcristalino. Una de las ventajas de la tecnología ultrafina es su teorético peso, que sería reducido, permitiendo su colocación sobre materiales flexibles o ligeros, incluso sobre textiles. Esta segunda generación de células fotovoltaicas comprende un pequeño segmento del mercado terrestre, pero aproximadamente el 90 % del espacial. El resto del mercado son células de la primera generación.
En la primera década del siglo XXI se trabaja en una tercera e incluso una cuarta generación de células. Las de tercera generación son muy diferentes de los dispositivos semiconductores de las generaciones anteriores, ya que realmente no presentan la tradicional unión p-n para separar los portadores de carga fotogenerados. Para aplicaciones espaciales, se están estudiando dispositivos de huecos cuánticos y dispositivos que incorporan nanotubos de carbono, con un potencial de más del 45 % de eficiencia AM0. Para aplicaciones terrestres, se encuentran en fase de investigación dispositivos que incluyen células fotoelectroquímicas, células solares de polímeros, células solares de nanocristales y células solares de tintas sensibilizadas.
Una hipotética cuarta generación de células solares consistiría en una tecnología fotovoltaica compuesta en las que se mezclan, conjuntamente, nanopartículas con polímeros para fabricar una capa simple multiespectral. Posteriormente, varias capas delgadas multiespectrales se podrían apilar para fabricar las células solares multiespectrales definitivas, reduciendo así costes y aumentando la eficiencia. La primera capa es la que convierte los diferentes tipos de luz, la segunda es para la conversión de energía y la última es una capa para el espectro infrarrojo. De esta manera se convierte algo del calor en energía aprovechable. El resultado es una excelente célula solar compuesta.
La investigación de base para esta cuarta generación se está supervisando y dirigiendo por parte de la Agencia para los Proyectos de Investigación Avanzada para la Defensa, es la organización central para la investigación y desarrollo del Departamento de Defensa (DoD) de EE. UU. (Defense Advanced Research Projects Agency) con el objetivo de determinar si esta tecnología es viable o no.

### Tecnología fotovoltaica en el espacio

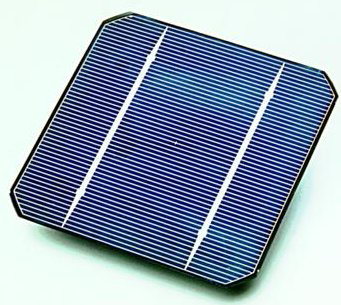
Célula solar

Las células fotovoltaicas utilizadas en el espacio han de cumplir con características diferentes de las de las células utilizadas hasta ahora en la Tierra, por lo que suelen tener un coste mayor. Debido a los altos costes de transporte al espacio, un factor muy importante es la energía específica (es decir, la energía generada dividida por la unidad de masa). 

Efecto fotoeléctrico: Los fotones incidentes son absorbidos por los electrones del medio dotándoles de energía suficiente para escapar de éste.

La masa total del sistema de generación eléctrica es un aspecto importante. En los sistemas de la primera década del siglo XXI el peso del sustrato fotovoltaico es solo un cuarto del total mientras que la estructura del panel y los sistemas de control y distribución representan los restantes tres cuartos (excluyendo el almacenamiento de energía). Esta razón de tres cuartos aumenta si se incluye el sistema de conversión y transmisión de energía eléctrica en microondas.
Las células «ultrafinas» son muy flexibles y por ello más adecuadas para la construcción de paneles flexibles o semiflexibles capaces de desenrollarse o inflarse. De esta forma se consiguen importantes reducciones de volumen y peso. En la década de 1980 se dedicó mucho esfuerzo al desarrollo y comercialización de células fotovoltaicas ultrafinas para uso terrestre. La idea de este concepto es depositar láminas finas de material fotovoltaico sobre un substrato. Este método produce células con un rendimiento de conversión menor pero, gracias a la baja cantidad de material activo usado, cuenta con una energía eléctrica específica más alta.
Además de una masa reducida, se espera que las células fotovoltaicas ultrafinas tengan un coste sensiblemente menor, gracias a la reducida cantidad de material necesario y a que los costes de elaboración son menores. El uso de una capa de material ultrafino fotovoltaico depositado en un substrato flexible es por ello una opción a tener en cuenta.
Otra alternativa es el uso de un sistema concentrador que enfoque la luz en pequeñas células solares de alta eficiencia. Esta alternativa se ha ensayado en el espacio pero solo a pequeña escala. Usando concentradores se ha llegado a cifras de eficiencia en torno al 30 % del potencial total de adquisición. Esta solución no es sin embargo adecuada para planetas como Marte ya que en ellos la mayor parte de la luz solar es difusa y el sistema concentrador solo puede enfocar el componente directo de la radiación solar.

### Transmisión de energía
Para transmitir la electricidad captada por el satélite a la Tierra, se transformaría la energía en una radiación electromagnética de una longitud de onda adecuada para no ser absorbida por la atmósfera terrestre. Los dos tipos de radiaciones considerados hasta ahora son las microondas y el láser. Los ensayos de radiación de energía a gran escala parecen imprescindibles para el desarrollo de la energía solar espacial y esta tecnología ha sido identificada como uno de los grandes retos para la industrialización del espacio. Un aspecto clave a la hora de transmitir energía a gran distancia son las considerables pérdidas energéticas, tanto por absorción del entorno en forma de calor, así como por dispersión a lo largo de la trayectoria.

#### Microondas
William C. Brown demostró en 1964 en la televisión estadounidense, cómo un helicóptero sin energía propia se mantenía en vuelo gracias a la energía que le era transmitida por microondas. Entre 1969 y 1975 Bill Brown fue el director técnico de un proyecto que llegó a radiar 30 kW a través de una distancia de algo más de 1.5 km con una eficiencia del 84 %.
En 1973 el estadounidense Peter Glaser consiguió una patente por su método para la transmisión de energía a larga distancia (ej. desde el espacio) usando microondas desde un satélite con una antena de un diámetro estimado de 1 km hacia una antena de tamaño mucho mayor situada en la superficie de la Tierra a la que se denomina rectenna, abreviatura en inglés de antena rectificadora (usada precisamente para la conversión directa de microondas en electricidad).
Los riesgos medioambientales asociados a la transmisión de energía por microondas son un tema controvertido. Es injustificado pensar que lo que se interponga en el camino de una radiación será incinerado, pues microondas similares se han venido utilizando de forma global por compañías de telecomunicaciones. En la superficie de la Tierra la intensidad máxima de tales radiaciones de microondas podría llegar a un máximo en el centro de 23 mW/cm², que es menos que la cuarta parte de la constante de irradiación solar. Sin embargo, los partidarios de la SSP reconocen que se necesitan aún estudios para asegurarse de que el haz de microondas no dañe la flora y la fauna de la zona alrededor de la rectenna ni interfiera con los instrumentos de navegación de los aviones que, por error, se crucen en su camino.

#### Láser
Unos investigadores de la NASA trabajaron en la década de 1980 con la posibilidad de usar láseres para la radiación de energía entre dos puntos del espacio, concentrándose en el desarrollo de láseres basados en energía solar. En 1989 se sugirió que la radiación de energía de la Tierra al espacio también sería de utilidad. En 1991 se inició el proyecto SELENE (del inglés SpacE Laser ENErgy, «Energía Láser Espacial»), que comprendía, entre otras cosas, un estudio de radiación de energía por láser a una base lunar.
En 1988 Grant Logan propuso el uso de un láser colocado en la Tierra para proveer de energía a un rotor director para la propulsión espacial, proveyendo una serie de detalles técnicos en 1989. Pero su propuesta fue algo optimista en lo referente a la tecnología ya que propuso el uso de células solares de diamante operando a 300 °C para convertir la luz láser ultravioleta, una tecnología que aún no ha podido ser demostrada en laboratorio, y a una longitud de onda que tendría problemas para atravesar la atmósfera. El proyecto SELENE continuó trabajando sobre este concepto pero con una tecnología más cercana a la práctica, hasta que fue cancelado de forma oficial en 1993 tras dos años de investigación sin cumplir con la meta de realizar ensayos en el espacio, debido a los elevados costes de implementación.

### Satélites de energía solar
Desde el nacimiento del concepto de SSP se han propuesto diversos diseños de satélites para alojar en órbita los módulos fotovoltaicos y la antena emisora. 

#### NASA 1979
El primer estudio importante de la NASA sobre la energía solar espacial (1976-1980) condujo a la formulación del denominado «Sistema SPS de Referencia 1979». Consistía en una gran estructura paralelepipédica de 5 x 10 x 0.5 km sobre la que se colocarían paneles fotovoltaicos. En su parte inferior se ubicaría la antena emisora, de 1 km de diámetro, que radiaría unos 5 GW de energía hacia la Tierra.
El estudio proponía la instalación en órbita geoestacionaria de 60 satélites de entre 5 y 10 GW cada uno. Para ello sería necesaria la construcción de una factoría espacial en una órbita de baja altitud en la que se ensamblarían módulos prefabricados lanzados desde tierra.

#### Sun Tower

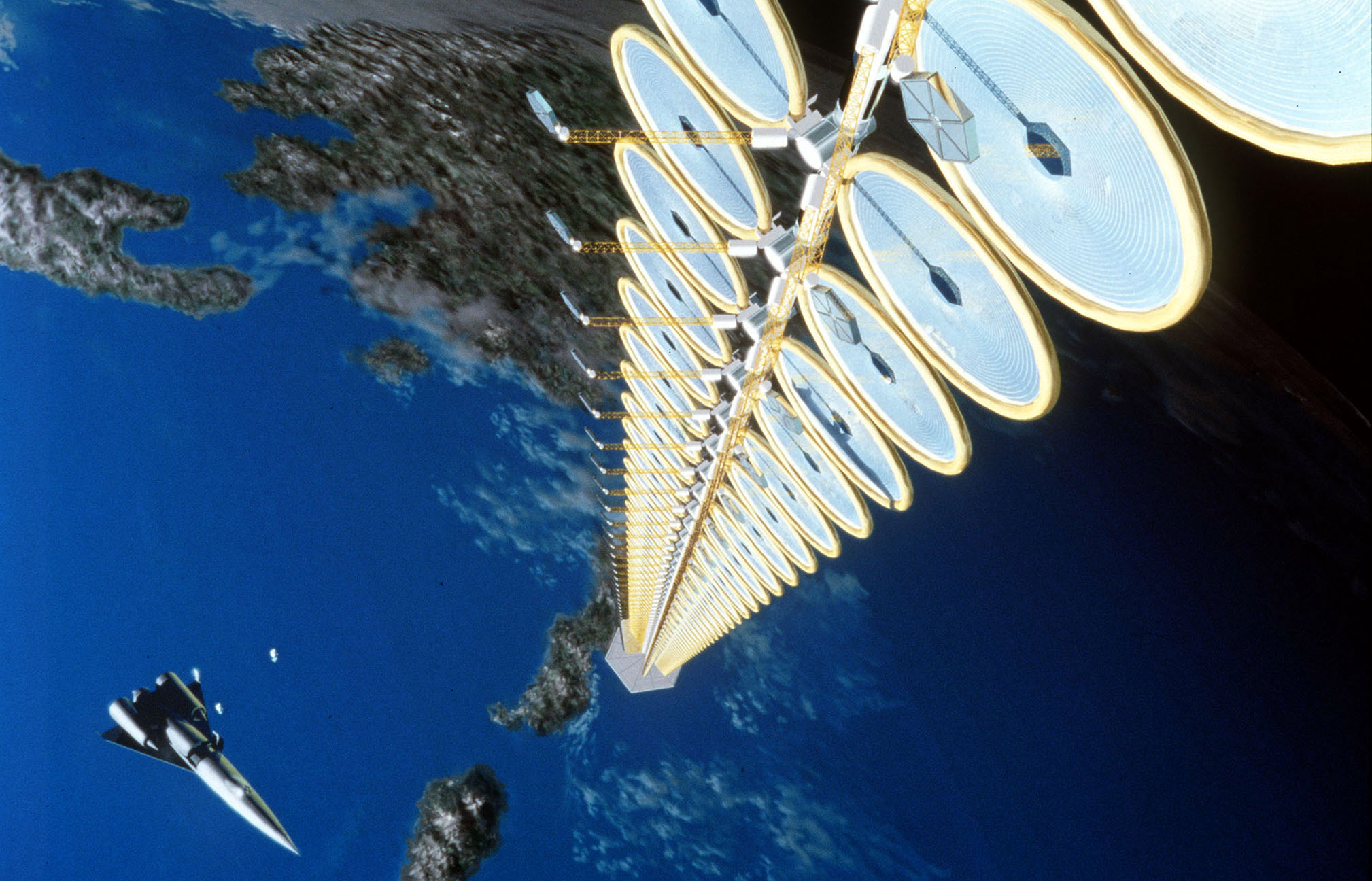
Representación artística de una «torre solar»

El concepto de Sun Tower («Torre solar») fue propuesto en 1997 por la NASA. Consiste en una estructura lineal de unos 15 km de longitud a la que se enganchan parejas de módulos fotovoltaicos de 1 MW cada uno. En el extremo inferior de la estructura, que apunta a la Tierra, se sitúa la antena emisora, de unos 250 m de diámetro. La potencia total radiada por el sistema rondaría los 250 MW a una frecuencia de 5.8 GHz.
La propuesta preveía una constelación de torres solares que se ubicarían en una órbita heliosíncrona cercana a la Tierra (no geosíncrona). Irían radiando la energía a una red de antenas receptoras repartidas sobre la superficie del planeta, cada una de unos 4 km de diámetro.

#### Sail Tower
El centro de investigación alemán DLR ideó en 1999 para la ESA (Agencia Espacial Europea) un satélite SSP llamado Sail Tower («Torre de velas») y que se parece bastante al Sun Tower estadounidense. Consistía en una estructura lineal de 15 km de largo en la que se engancharían 60 pares de «velas», en realidad paneles solares de película delgada, de forma cuadrada y 150 m de lado. El satélite se colocaría en órbita geoestacionaria y captaría unos 450 MW, que serían radiados a la Tierra por una antena de 1 km de diámetro. La rectenna correspondiente tendría 10 km de diámetro.

#### Solar Disk
Este concepto, también ideado por la NASA en 1997, consiste en un disco plano cubierto de módulos fotovoltaicos que rota sobre sí mismo a razón de una vuelta por hora. El centro del disco recibe toda la electricidad generada y está conectado mediante dos estructuras simétricas a una antena emisora que apunta a la Tierra. La antena gira también sobre sí misma a una vuelta por día en un eje perpendicular al eje de giro del disco.
La estructura del disco sería modular, de tal manera que el sistema pudiese comenzar con un tamaño y una capacidad de generación modestos para ir creciendo hasta unos 6 km de diámetro y generar unos 8 GW. El satélite se colocaría en órbita geoestacionaria y necesitaría una sola estación receptora de también unos 6 km de diámetro. La NASA estimó que el coste de un Disco Solar sería unas cinco veces inferior al del diseño de 1979, para la misma potencia generada.

#### Sandwich Satellite
El Sandwich Satellite («Satélite Bocadillo») de SSP se estructuraría en tres partes: 1) un gran sistema de espejos que capta la luz solar y la redirige hacia una plataforma; 2) un conjunto de paneles fotovoltaicos ubicados sobre el lado iluminado de la plataforma y 3) una antena emisora colocada en el lado en sombra de la plataforma.
La ventaja de este sistema reside en que la electricidad generada tendría que recorrer una distancia muy corta, de pocos centímetros, entre las células fotovoltaicas y la antena emisora, lo cual mejoraría el rendimiento. Además se presta a un diseño modular que podría permitir una producción económica.

## Retos tecnológicos
Según un estudio norteamericano de 2008, existen cuatro grandes retos tecnológicos que la SSP debe vencer para poder ser viable:
1. Componentes fotovoltaicos y electrónicos que tengan alto rendimiento a alta temperatura
2. Transmisión inalámbrica de energía de forma precisa y segura
3. Arquitecturas de sistemas espaciales de bajo coste
4. Lanzadores espaciales de bajo coste

### Componentes eficientes a alta temperatura
Tanto las células fotovoltaicas como los componentes electrónicos de las antenas emisoras han visto su rendimiento mejorar sensiblemente en las últimas décadas. Sin embargo, todos ellos funcionan peor o no funcionan en absoluto a altas temperaturas.
La refrigeración de un satélite espacial es complicada porque al encontrarse más allá de la atmósfera no existe enfriamiento por convección, debiéndose evacuar todo el calor mediante radiadores. Un satélite SSP que estuviese expuesto continuamente al Sol alcanzaría por ello una temperatura de equilibrio sensiblemente más alta que una instalación fotovoltaica terrestre. Para conservar una eficiencia razonable es necesario por tanto desarrollar células y sistemas electrónicos resistentes a altas temperaturas.

### Transmisión inalámbrica de energía
La transmisión de energía entre el satélite y la rectenna en tierra plantea problemas de seguridad aún no resueltos. El haz de energía debe apuntar solo a la rectenna, sin desviarse sobre otras zonas. También deben idearse sistemas que eviten interferencias con las aeronaves que puedan cruzarse en el camino del haz, así como realizar estudios para asegurarse de la ausencia de efectos nocivos de las microondas o del láser sobre la salud y el medio ambiente.
Por otro lado, la viabilidad económica de los sistemas SSP requiere que las estaciones de recepción sean lo más pequeñas posible. Para ello existen dos medios: aumentar el diámetro de la antena emisora o aumentar la frecuencia de la radiación transmitida. Sin embargo, una antena emisora mayor implica mayor peso a poner en órbita y una frecuencia más alta conduce a menores eficiencias de transmisión. También hay que tener presente que una radiación de frecuencia muy alta se convierte en ionizante, pudiendo generar trastornos ecológicos o biológicos al alcanzar la Tierra. En la primera década del siglo XXI no existe una solución clara a este problema, barajándose la posibilidad de repartir la energía de cada satélite entre varias estaciones receptoras simultáneamente.

### Sistemas espaciales de bajo coste
Tradicionalmente, los sistemas espaciales (naves, satélites, misiones de exploración) han sido diseñados como obras de ingeniería únicas y muy complejas, con un coste económico muy alto. Un ejemplo paradigmático es la Estación Espacial Internacional, cuyo coste total se estima en unos 100 000 millones de dólares incluyendo los costes de operación durante 10 años. De este total, unos 35 000 millones corresponden al coste de los materiales y equipos.
Para rebajar el coste de los satélites de SSP se ha propuesto la idea de construirlos uniendo una gran cantidad de módulos pequeños e idénticos entre sí, que podrían ser fabricados en masa a bajo coste. El ensamblaje de los módulos y su mantenimiento serían dirigidos por un programa de inteligencia artificial instalado en el propio satélite, con lo que se minimizaría la necesidad de astronautas para la construcción y la operación del sistema.

### Lanzadores espaciales de bajo coste

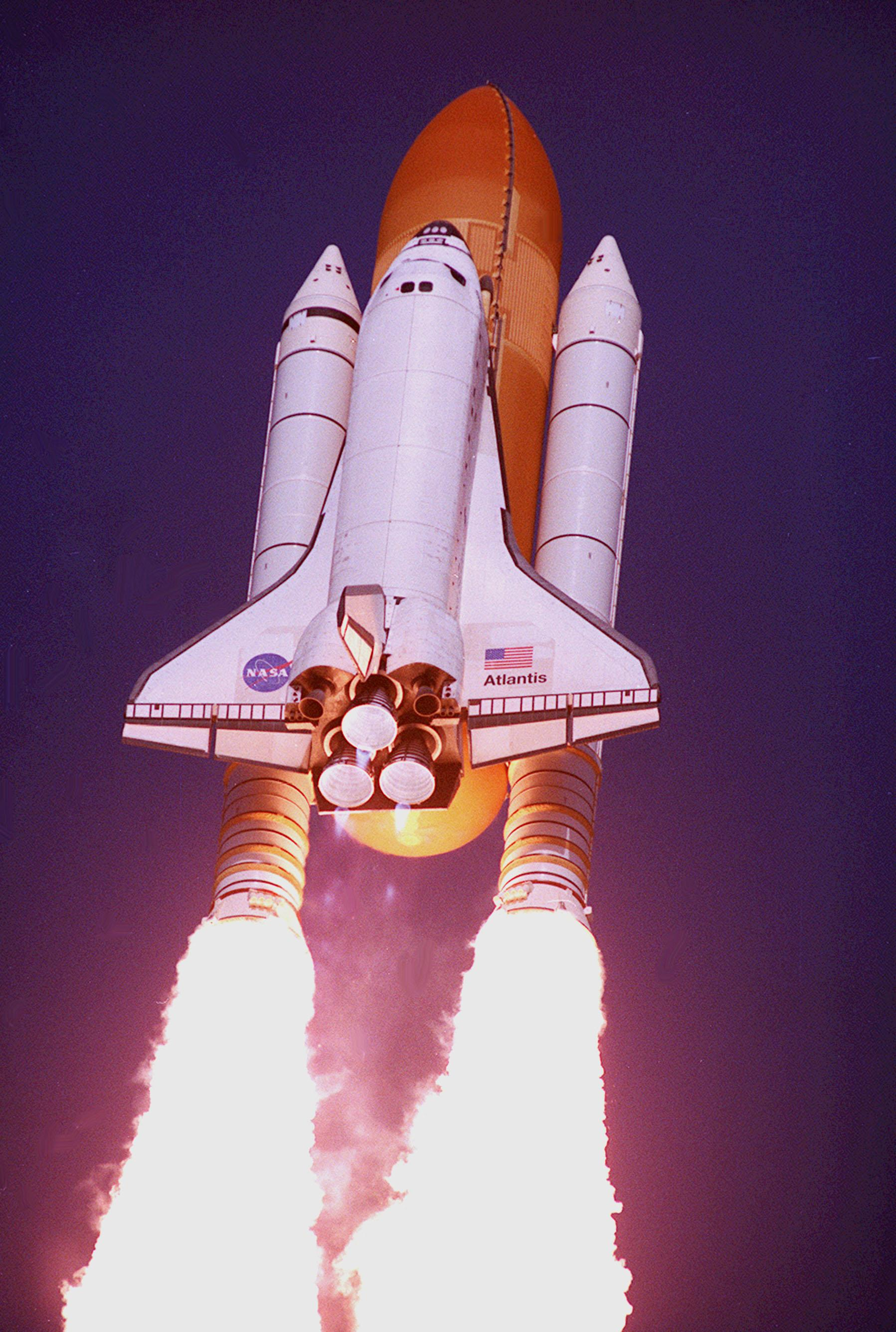
Transbordador espacial Atlantis

En 2006 poner en órbita geoestacionaria un kilo de carga costaba entre 8000 y 24 000 dólares (6500-20 000 euros al cambio de 2006). Sin embargo, se estima que haría falta reducir los costes a unos 600 a 700 €/kg para que las grandes estaciones de SSP empezasen a ser competitivas con la electricidad fotovoltaica terrestre.
Los altos costes en la primera década del siglo XXI se deben a varias causas. En primer lugar hace falta una gran inversión inicial. Por ejemplo, el desarrollo del cohete europeo Ariane 5 costó 6000 millones de euros. La inversión inicial se amortiza entre el número de misiones que se realicen: cuanto más se utilice el sistema, más barato resultará cada vuelo. Si la SSP se desarrollase, requeriría un gran número de lanzamientos, con lo que puede imaginarse que los costes bajarían.
Otra razón por la que los lanzamientos en la primera década del siglo XXI son muy caros es el hecho de que el cohete es de un solo uso, destruyéndose durante la misión. Un sistema reutilizable podría rebajar sustancialmente los costes. Por último, también resulta muy caro el personal (numeroso y muy cualificado) que opera las infraestructuras de lanzamiento.
La NASA realizó a finales de los años 1990 un estudio sobre los sistemas de lanzamiento reutilizables en el que se compararon varios diseños conceptuales que permitirían reducir los costes de lanzamiento a unos 500 dólares por kg. Entre los conceptos de mayor aceptación figuraron los motores ramjet (y derivados como el scramjet) así como la idea de suministrar el primer impulso a las naves mediante sistemas de aceleración terrestres.
Un concepto de propulsión terrestre es el denominado MagLifter, que consiste en una plataforma horizontal sobre la que se instalaría el transbordador espacial o alguna otra nave reutilizable con forma de avión. Mediante un sistema de propulsión magnética similar al de los trenes de levitación magnética el MagLifter se aceleraría hasta una velocidad de 885 km/h. En ese momento el transbordador encendería sus motores y despegaría. Este concepto, inspirado de las catapultas utilizadas en los portaaviones para facilitar el despegue de los aviones, eliminaría la necesidad de cohetes para el lanzamiento, que, además de no ser reutilizables, aumentan de forma muy importante el peso que debe ser levantado del suelo en el momento del despegue.
Otro concepto similar pero más extremo es el Star Tram: un tubo de 1500 km de longitud que estaría colocado en la superficie terrestre en sus 1300 km iniciales y levitando magnéticamente sobre el suelo de forma tangencial a la Tierra en sus 200 km restantes, llegando a alcanzar una altura de 22 km sobre el nivel del mar. En el interior del tubo se haría el vacío y se dispondría un sistema de levitación magnética que aceleraría la nave espacial hasta unos 29 000 km/h usando decenas de gigavatios de electricidad. Al salir del tubo la nave encendería sus motores, que la llevarían directamente a órbita. Según sus creadores, el Star Tram permitiría reducir los costes de lanzamiento a tan solo 250 $/kg.

## Aplicaciones

### Suministro de electricidad a la Tierra
El objetivo principal previsto para la energía solar espacial desde su invención en los años 60 es el suministro de electricidad a la Tierra a gran escala. A fin de satisfacer la demanda energética de la creciente población mundial, los diferentes estudios realizados han propuesto sistemas capaces de suministrar varios gigavatios de electricidad de forma constante, bien mediante unos pocos satélites gigantescos bien mediante constelaciones de satélites más pequeños.
En los años 2000 ha surgido además el interés por satélites SSP de menor escala, del orden de unos cuantos megavatios. Una de sus aplicaciones podría ser el suministro de electricidad a bases militares aisladas en países sin infraestructura energética. También se ha evocado la posibilidad de utilizar la SSP para suministrar electricidad de emergencia a zonas afectadas por catástrofes naturales y así facilitar las tareas de reconstrucción.

#### Aplicaciones militares
Un satélite SSP de tan solo unos 5 MW podría ser útil para el abastecimiento de unidades militares sobre un terreno de operaciones de acceso difícil. Además podría permitir el desarrollo de unidades y armas novedosas como por ejemplo aviones sin piloto de reconocimiento que podrían mantenerse indefinidamente en vuelo.
El ministerio de Defensa estadounidense estudia también la producción de combustibles sintéticos a partir de electricidad, la cual podría ser suministrada directamente a la zona de guerra mediante energía solar espacial. Por el contrario, el Pentágono afirma que no planea utilizar los satélites SSP directamente como arma ofensiva debido a que la energía transmitida se distribuye sobre una zona amplia y por tanto el haz de microondas no tiene ni la capacidad destructiva ni la precisión de otras armas a comienzos del siglo XXI mucho más baratas como los misiles balísticos.

### Suministro de electricidad a misiones espaciales
Además de radiar energía hacia la Tierra, los satélites SSP también podrían alimentar vehículos de exploración interplanetaria, telescopios espaciales y misiones tripuladas a Marte. Esto podría suponer una alternativa más segura que el transporte de reactores nucleares hasta el planeta rojo. Otros sectores que podrían beneficiarse de la SSP serían el turismo espacial y los promotores de plantas industriales espaciales.

## Balance energético

### Tiempo de retorno energético
Un factor muy importante de los sistemas con la función de generar energía es el tiempo que se necesita para reponer la energía que ha sido necesaria para construirlos, incluyendo producción, lanzamiento y despliegue. A este tiempo se le denomina «tiempo de retorno energético».
En 2004 los paneles fotovoltaicos terrestres tenían un tiempo de retorno energético de entre 3 y 4 años. Actualmente gracias a las mejoras tecnológicas se ha reducido a entre 0.5 y 1.5 años y se espera que siga reduciéndose. En comparación, los paneles solares producidos en 2005 tendrían en el espacio un tiempo de retorno de entre 4 meses y 2 años, a pesar de la energía necesaria para el transporte fuera de la atmósfera. A esta cifra habría que añadir el tiempo para recuperar la energía gastada en la fabricación de los paneles solares y de los otros componentes del sistema como el satélite y las antenas emisora y receptora.
La comunidad científica ha llegado a la conclusión de que, a pesar de la energía necesaria en el lanzamiento, el retorno energético es más rápido en sistemas espaciales que en sistemas terrestres.

### Esperanza de vida de los paneles
Los satélites en órbitas geoestacionarias están situados más allá de los cinturones de Van Allen y expuestas a la radiación ionizante proveniente del Sol. Este fenómeno es especialmente acusado en períodos de alta exposición a partículas energéticas causadas por erupciones solares.
Esta carga contribuye a la reducción de la esperanza de vida de los paneles, en especial si se comparan con aquellos situados en la superficie terrestre. Este desgaste reduciría el rendimiento total al menos entre un 1-2 % anual, y con ello la esperanza de vida de los paneles. Para reducir este problema se podría diseñar algún sistema protector del satélite (salvo en la parte del panel expuesta directamente al Sol). 
Cabe también la posibilidad de que, llegado el momento, el mantenimiento del panel se realice en el espacio en lugar de relanzar un nuevo satélite. Sería factible el realizar una única misión espacial para las labores de mantenimiento de varios satélites a la vez, optimizando así los costes.

## Pros y contras

### Factores a favor
- Beneficio ambiental: El posible beneficio ambiental sería importante. Para poder abastecer de energía a la creciente población del planeta se necesita una fuente limpia e inagotable de energía. Las microondas provenientes del espacio podrían calentar la atmósfera ligeramente (extremo no probado) pero la ausencia de emisiones dañinas (p. ej. CO2), que presentan otras fuentes energéticas, compensaría esa posible desventaja.
- Flexibilidad y seguridad: La energía solar espacial eliminaría la necesidad de complejas redes eléctricas intercontinentales y reduciría también la cantidad de apagones, ya que una interrupción de una emisión de microondas es muy improbable. Otra ventaja es el hecho de que la fuente de energía se encontraría a una distancia de 36 000 km, haciéndolo muy inaccesible como objetivo terrorista. El sistema permitiría también intercambiar con facilidad una fuente transmisora por otra y reanudar el abastecimiento de forma inmediata en caso de interrupción.

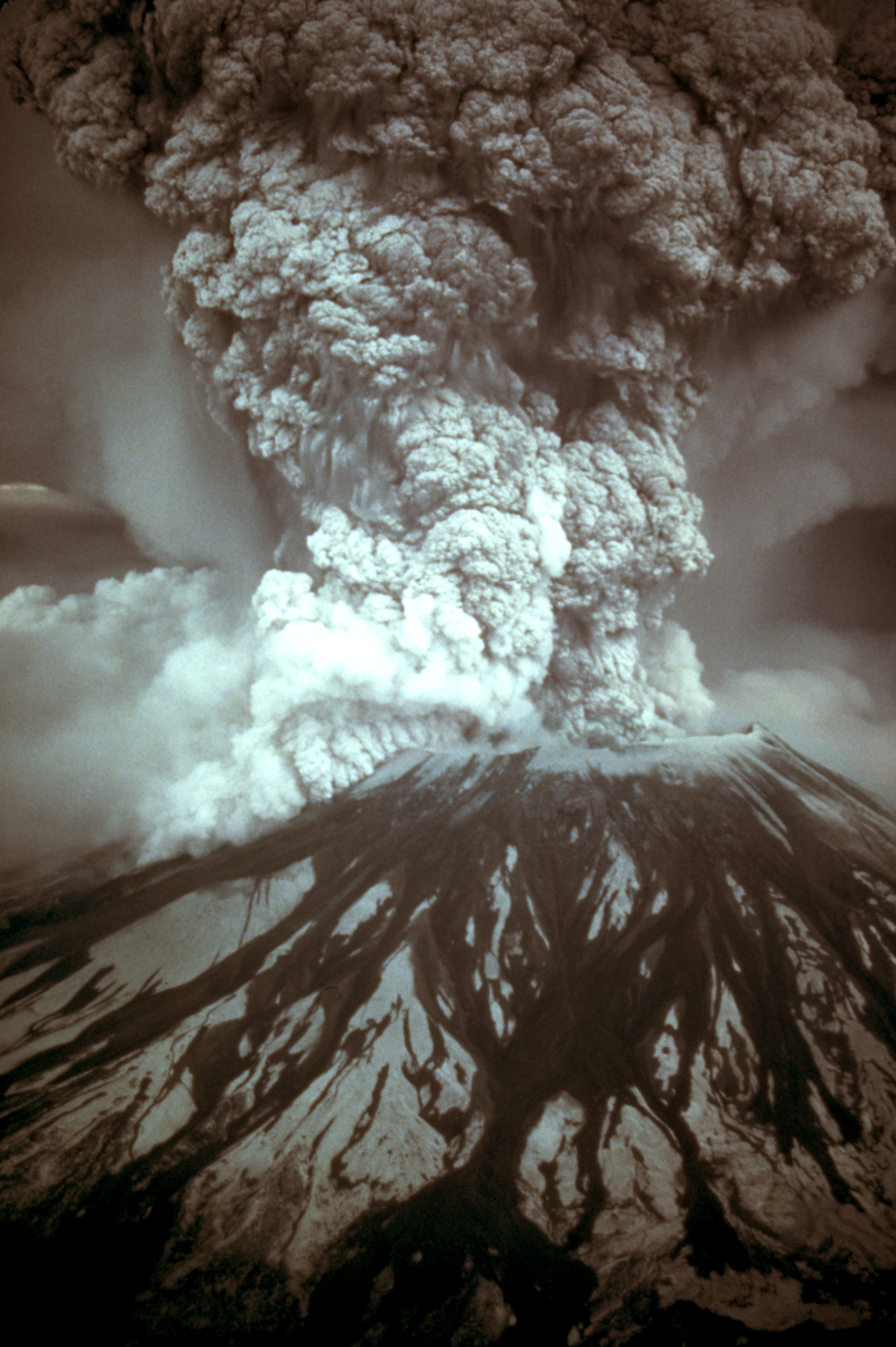
Erupción del Monte Saint Helens en 1980 en Washington, EE. UU.

- Energía en caso de un invierno global: En esa situación la energía solar espacial podría ser la única forma de adquirir energía solar directa para complementar los combustibles fósiles, la energía nuclear y las otras energías renovables (hidráulica, eólica, geotérmica) bajo condiciones extremas, como por ejemplo en un invierno volcánico o en uno nuclear. Se cree que la erupción de alguno de los supervolcanes riolíticos existentes en unas pocas docenas de puntos calientes de la Tierra podría dar lugar a una glaciación repentina. En épocas geológicas relativamente recientes se han producido erupciones de tal escala. Entre ellas cabe destacar por partida doble la caldera de Yellowstone, en una ocasión hace 2.2 millones de años y en otra más reciente hace 640 000 años. En esta última expulsó 800 veces más materia que la despedida en 1980 por el monte Saint Helens. Las mayores erupciones conocidas fueron las de la caldera Garita en las montañas San Juan en Colorado (5 veces mayor que la caldera de Yellowstone) y la del Lago de Toba en Indonesia (3 veces mayor que la caldera de Yellowstone). Se estima que esta última erupción causó hace 75 000 años una glaciación global que pudo haber durado 1000 años y acabado con el 60 % de la población global.

### Factores en contra
- Costes económicos: Los costes económicos necesarios para desarrollar la SSP siguen siendo excesivamente elevados en la primera década del siglo XXI, de forma que solo serán rentables si se reducen los costes de lanzamientos al espacio; se encuentra la forma de fabricar satélites con materiales extraterrestres (ej. de la Luna); los costes energéticos convencionales se elevan drásticamente; o se renuncia al uso de los combustibles fósiles. Hasta que uno de estos extremos no sea realidad, las barreras económicas seguirán siendo un impedimento para su implementación.
- Papel en el calentamiento global: La transmisión de energía desde un satélite espacial a la Tierra no se realiza con una eficiencia energética del 100 %, sino de entre un 50 y un 80 %.[56][57] La energía perdida se disipa en la atmósfera en forma de calor causando, en principio, un incremento de temperatura en la atmósfera. Esta afirmación es cierta pero debe ser puesta en contexto. Una central nuclear o de carbón generan un 50 % más de calor que lo que se espera de la energía solar espacial. Por ello, si todas esas centrales fueran sustituidas por satélites solares el resultado sería una reducción del calentamiento global.[56]

## Otros aspectos de interés

### Papel de la Luna

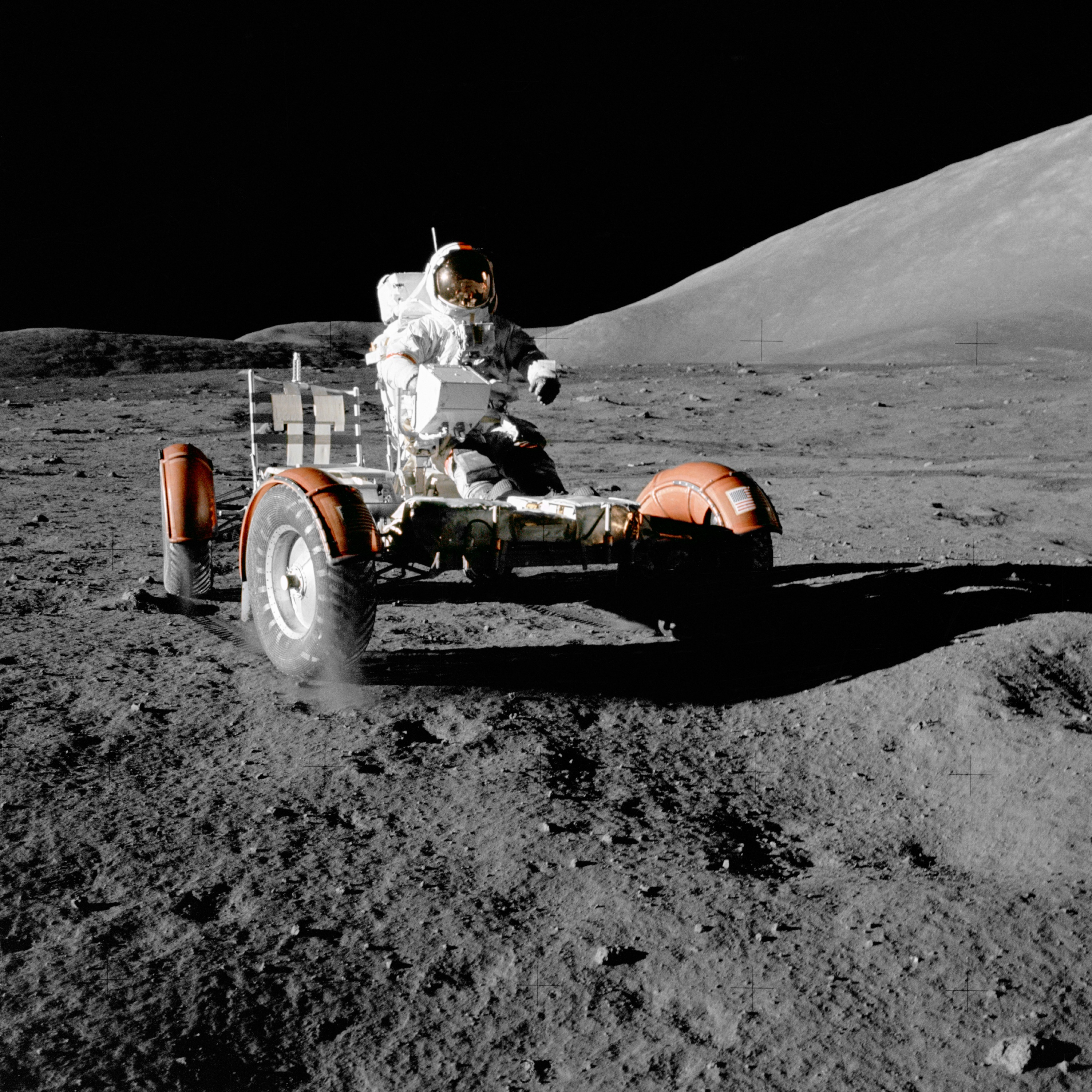
Misión del Apolo 17 sobre la Luna

El subsuelo de la Luna contiene silicio y metales, que son las materias primas básicas para construir satélites SSP. Los paneles solares terrestres usan recursos terrestres, pero los satélites de energía solar podrían construirse exclusivamente con materiales lunares. Únicamente las antenas receptoras tendrían que construirse con materiales terrestres. Enviar materiales desde la Luna hasta la órbita geosíncrona es mucho menos costoso energéticamente que propulsar materiales fuera de la gravedad de la Tierra. Estos argumentos han llevado a proponer el desarrollo experimental de las técnicas de minería lunar que permitan alimentar en el futuro la construcción de los satélites SSP en órbita. Posteriormente, la base lunar podría proveer paneles solares para, por ejemplo, satélites, misiones a Marte y asteroides que se aproximen a la Tierra.
Otra opción por profundizar sería la colocación de estaciones generadoras en la Luna, la llamada «Energía Solar Lunar», LSP (del inglés Lunar Solar Power). Colocando estaciones en puntos opuestos de la Luna y una antena emisora en la cara visible se podría enviar una corriente constante de energía hacia la Tierra.

### Búsqueda de inteligencia extraterrestre
Casi el 100 % de la energía radiada por el Sol se propaga en direcciones diferentes de las que ocupa la Tierra. Quizás sea posible en un futuro lejano aprovechar de alguna forma tan vasta fuente de energía que hoy en día se pierde en el cosmos.
Se especula con que precisamente este tipo de tecnología podría ayudar en la búsqueda de vida extraterrestre, ya que se supone que una civilización avanzada podría ser capaz de hacer uso de una proporción importante de esta energía perdida de los cuerpos solares. Es muy difícil identificar planetas fuera del Sistema Solar capaces de albergar vida inteligente, pero identificando estrellas con luz modificada para aplicaciones de energía solar espacial a gran escala se podría señalar la existencia de civilizaciones extraterrestres avanzadas.

### En español
- Andrzej Zwaniecki. ««Energía solar espacial tiene futuro, dicen investigadores de EE. UU.»». Archivado desde el original el 9 de julio de 2008. Consultado el 1 de julio de 2008.
- Ángel Díaz (diciembre de 2007). «EE. UU. impulsa un proyecto para obtener energía de paneles solares en el espacio». Diario el Mundo. Consultado el 1 de julio de 2008.
- Steve Price. «Energía del Espacio para el Planeta Tierra». Archivado desde el original el 1 de julio de 2008. Consultado el 1 de julio de 2008.
- Gil Knier; Dr. Tony Phillips (enero de 2002). «¿Hasta donde llega la luz solar?». Archivado desde el original el 1 de julio de 2008. Consultado el 1 de julio de 2008.
- «Energía solar espacial artículos de la NASA». Búsqueda en Google. Archivado desde el original el 29 de noviembre de 2015. Consultado el 1 de julio de 2008.

### En inglés
- Tim Tyson (junio de 1999). «NASA Looks For New Ways to Harness Sun's Energy for Earth and Space» (en inglés). Archivado desde el original el 4 de julio de 2008. Consultado el 1 de julio de 2008.
- «Reinventing the Solar Power Satellite» (en inglés). de NASA. Archivado desde el original el 31 de octubre de 2007. Consultado el 1 de julio de 2008.
- «Space Solar Power - An Earth to Orbit Challenge» (en inglés). Archivado desde el original el 20 de julio de 2008. Consultado el 1 de julio de 2008.
- «Space-Based Solar Power Efforts» (en inglés). solarpanelinfo.com. Archivado desde el original el 1 de diciembre de 2005. Consultado el 1 de julio de 2008.
- Peter E. Glaser (febrero de 2000). «The World Needs Energy from Space» (en inglés). space.com. Archivado desde el original el 18 de agosto de 2000. Consultado el 1 de julio de 2008.
- «NSSO Backs Space Solar Power» (en inglés). Archivado desde el original el 6 de diciembre de 2010. Consultado el 1 de julio de 2008.
- «Conceptual Study of A Solar Power Satellite, SPS 2000» (en inglés). spacefuture.com. Consultado el 1 de julio de 2008.
- «Bringing launch costs down to earth» (en inglés). 1998. Archivado desde el original el 16 de junio de 2008. Consultado el 1 de julio de 2008.
- «Space Solar Power Library» (en inglés). Archivado desde el original el 14 de abril de 2018. Consultado el 1 de julio de 2008.
- «Solar Energy - Photovoltaics» (en inglés). Archivado desde el original el 12 de octubre de 2008. Consultado el 20 de agosto de 2008.
- John C. Mankins (2000). «Statement of John C. Mankins Manager, Advanced Concepts Studies Office of Space Flight before the Subcommittee on Space and Aeronautics Committee on Science U.S. House of Representatives» (en inglés). Archivado desde el original el 27 de mayo de 2008. Consultado el 4 de julio de 2008.
- Steve Price (2001). «Beam it Down, Scotty!» (en inglés). Archivado desde el original el 16 de junio de 2008. Consultado el 1 de julio de 2008.
- White Paper- History of SPS Developpements - International Union of Radio Science - 2007

- Datos: Q1981843
- Multimedia: Space-based solar power / Q1981843